# Gustáv Šimkovič
Gustáv Šimkovič (23. srpna 1879 Banská Bystrica – 1. června 1964 Zvolen) byl slovenský hudební pedagog, skladatel a sbormistr.

## Život
Studoval na gymnáziu a na Lidové škole umění v Banské Bystrici. Absolvoval evangelické lyceum v Banské Štiavnici a stal se učitelem v Baďanu a v Tesárech. Od roku 1900 studoval skladbu na konzervatoři v Budapešti, kterou absolvoval v roce 1904. Po návratu na Slovensko byl správcem chóru a dirigentem církevního sboru evangelické církve ve Zvolenu. V roce 1919 se zasloužil o založení Hudební školy ve Zvolenu a stal se jejím správcem. Na škole učil až do roku 1954. Byl rovněž sbormistrem Pohronského pěveckého sdružení a Meštianského spevokolu. Angažoval se i ve veřejném životě. Byl členem městského zastupitelstva a předseda Měšťanského spolku.

## Dílo
Šimkovič je autorem mnoha vokálních a instrumentálních skladeb. Komponoval chrámové skladby, melodramy na biblické náměty, ale také skladby pro děti. Mezi jinými zkomponoval:
- Hallelujah pro smíšený sbor a varhany
- Kráľu nebes. Kantáta pro smíšený sbor a varhany
- Matkina pieseň pro housle a klavír
- Večerná pieseň pro violoncello a klavír
- V lese. Obraz z přírody pro houslové kvarteto a klavír

Jeho pozůstalost je uložena v Literárním a hudebním muzeu v Banské Bystrici.